# Vũ Tự Lân
Vũ Tự Lân sinh năm 1933, quê ở Hải Hưng, là Phó Giáo sư, Tiến sĩ khoa học nghệ thuật, nhạc sĩ Việt Nam, được tặng Giải thưởng Nhà nước về Văn học Nghệ thuật năm 2012.

## Tiểu sử
Vũ Tự Lân sinh ngày 20 tháng 7 năm 1933 tại Hải Hưng.  
Năm 1950, Vũ Tự Lân về hoạt động nghệ thuật tại Đoàn Văn công Trường Lục quân Việt Nam. Năm 1954, ông về Đoàn Văn công Tổng cục Chính trị, tham gia Đội hợp xướng Hòa Bình. 
Năm 1959, ông được cử đi học thanh nhạc và chỉ huy hợp xướng tại Nhạc viện Tchaikovsky (Liên Xô cũ). Năm 1964, ông về Đoàn Ca múa Hải Phòng, phụ trách chỉ huy dàn nhạc và sau đó làm Trưởng đoàn. Năm 1973, ông chuyển về Hội Nhạc sĩ Việt Nam, phụ trách công tác đối ngoại, làm công tác báo chí - lý luận âm nhạc... Từ năm 1985, ông là Phó Tổng Biên tập Tạp chí Âm nhạc của Hội Nhạc sĩ Việt Nam. Từ năm 1990, là chuyên viên âm nhạc.
Ông là Tiến sĩ Khoa học Nghệ thuật, được phong hàm Phó Giáo sư năm 2014.
Ông là hội viên Hội Nhà báo Việt Nam.

## Sự nghiệp
Năm 1950, khi ở đoàn Văn công Trường Lục quân Việt Nam, ông là diễn viên hát và nhạc công. Năm 1954, khi ở đoàn Văn công Tổng cục Chính trị, ông tham gia đội hợp xướng Hoà Bình đi thu những đĩa ca nhạc đầu tiên của Việt Nam tại Thượng Hải (Trung Quốc). Năm 1964, ông phụ trách chỉ huy dàn nhạc, dàn dựng các chương trình ca múa nhạc của đoàn Ca múa Hải Phòng.
Ông đã từng là giảng viên của trường Đại học Sư phạm Hà Nội, đã tham gia giảng dạy tại Nhạc viện Hà Nội (từ 1974), Cao đẳng Nghệ thuật Hà Nội liên tục cho đến nay, góp phần đào tạo nhiều thế hệ cán bộ âm nhạc.
Đóng góp rất đáng kể của ông là đã biên soạn, dịch thuật nhiều sách giáo khoa và chuyên môn âm nhạc dùng cho các lớp đào tạo. Có thể kể đến các đầu sách đã xuất bản: Những ảnh hưởng của âm nhạc châu Âu trong ca khúc Việt Nam giai đoạn 1930-1950 (Nhà xuất bản Thế Giới – 1997), Phương pháp dạy hát và dàn dựng, chỉ huy hát tập thể (viết cùng Lê Hào – NXB Giáo dục – 1997), Câu chuyện giao hưởng (dịch – NXB Mỹ thuật và Âm nhạc – 1961), Vai trò giáo dục âm nhạc (dịch – NXB Văn hoá – 1974), Lý thuyết cơ bản âm nhạc (dịch – NXB Văn hoá – 1984), Phối khí cho dàn nhạc và ban nhạc nhẹ (dịch – NXB Văn hoá – 1986), Từ điển Âm nhạc phổ thông Tác giả - Tác phẩm (2007).
Ông đã có trên 20 bài báo khoa học được đăng tải trên các tạp chí trong nước và quốc tế; hàng trăm bài viết, tiểu luận đăng tải trên báo chí Trung ương và địa phương, thu và phát trên làn sóng phát thanh và truyền hình Trung ương và địa phương, đóng góp có hiệu quả cho công tác truyền bá âm nhạc trong nước.
Giờ đã ở tuổi khá cao nhưng ông vẫn tiếp tục viết những công trình lý luận về âm nhạc. Năm 2023, ông đã đạt giải B (không có giải A) của Hội Nhạc sĩ Việt Nam với công trình Thẩm mỹ học Âm nhạc từ phương Đông đến phương Tây.
Năm 2002, ông, được Nhà nước trao tặng Huân chương Lao động hạng Ba.
Năm 2012, ông được tặng Giải thưởng Nhà nước về Văn học Nghệ thuật với các công trình lý luận phê bình – nghiên cứu âm nhạc: Những ảnh hưởng của Âm nhạc Châu Âu trong ca khúc Việt Nam giai đoạn 1930-1945, Những tác động của giao lưu văn hóa quốc tế đối với sự hình thành – phát triển âm nhạc, chuyên nghiệp mới Việt Nam, Từ điển tác giả, tác phẩm âm nhạc phổ thông, Lịch sử nhạc Jazz – Pop – Rock .
Được phong Phó Giáo sư ở tuổi 81, ông là người cao tuổi nhất được công nhận đạt tiêu chuẩn chức danh này trong đợt phong năm 2014.

## Tác phẩm chính
- Những ảnh hưởng của âm nhạc châu Âu trong ca khúc Việt Nam giai đoạn 1930-1950 (Nhà xuất bản Thế Giới – 1997)
- Phương pháp dạy hát và dàn dựng, chỉ huy hát tập thể (viết cùng Lê Hào – NXB Giáo dục – 1997)
- Câu chuyện giao hưởng (dịch – NXB Mỹ thuật và Âm nhạc – 1961)
- Vai trò giáo dục âm nhạc (dịch – NXB Văn hoá – 1974)
- Lý thuyết cơ bản âm nhạc (dịch – NXB Văn hoá – 1984)
- Phối khí cho dàn nhạc và ban nhạc nhẹ (dịch – NXB Văn hoá – 1986)
- Từ điển Âm nhạc phổ thông Tác giả - Tác phẩm (2007)

## Vinh danh
- Giải thưởng Nhà nước về Văn học Nghệ thuật (2012)

### Khen thưởng
- Huân chương Lao động hạng Ba (2002)

### Giải thưởng âm nhạc
- Giải Nhất đồng tác giả cuốn Âm nhạc mới Việt Nam - tiến trình và thành tựu[3]
- Từ điển Âm nhạc phổ thông Tác giả - Tác phẩm: giải Nhất của Hội Nhạc sĩ Việt Nam năm 2008[6]
- Thẩm mỹ học Âm nhạc từ phương Đông đến phương Tây: giải B (không có giải A) của Hội Nhạc sĩ Việt Nam năm 2023[4]